# Cryptopimpla caligata
Cryptopimpla caligata là một loài tò vò trong họ Ichneumonidae.